# 1162

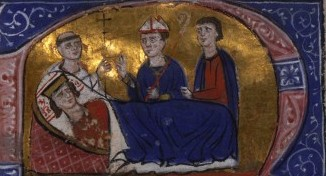
Boudewijn III op zijn sterfbed

Het jaar 1162 is het 62e jaar in de 12e eeuw volgens de christelijke jaartelling.

## Gebeurtenissen
mei
- 24 - Thomas Becket wordt benoemd tot aartsbisschop van Canterbury.

september
- 27 - hertogdom Bourgondië - Odo II sterft en wordt opgevolgd door zijn zoon Hugo III onder voogdij van diens moeder Maria van Blois
- 28 - Floris III van Holland trouwt met Ada van Schotland.

november
- 23 - Het huwelijk van Hendrik de Leeuw met Clementia van Zähringen wordt ontbonden.

zonder datum
- Na het overlijden van koning Géza II, grijpt Manuel I Komnenos van Byzantium in in Hongarije. Dankzij zijn steun wordt niet Géza's zoon Stefanus, maar zijn broer Ladislaus II diens opvolger.
- Sultan Kilij Arsan II van Rum verblijft drie maanden in Constantinopel als gast van de keizer. Hij sluit een verdrag met Manuel waarin de overdracht van een aantal steden beloofd wordt, maar de overdracht wordt niet uitgevoerd.
- Troepen van keizer en Italisch koning Frederik Barbarossa nemen Milaan voor de tweede keer in, en ditmaal verwoesten ze de stad.
- Voor het eerst vermeld: Bocholt

## Opvolging
- Aragón en Barcelona - Petronella respectievelijk Ramon Berenguer IV opgevolgd door hun zoon Alfons II
- Chiny - Albert I opgevolgd door zijn zoon Lodewijk III
- Clermont - Reinoud II opgevolgd door zijn zoon Roland I
- Hongarije - Géza II opgevolgd door zijn zoon Stefanus III, op zijn beurt opgevolgd door Géza's broer Ladislaus II
- Hospitaalridders (grootmeester) - Auger de Balben opgevolgd door Arnaud de Comps
- Jeruzalem - Boudewijn III opgevolgd door zijn broer Amalrik I
- Manipur - Atom Yoiremba opgevolgd door Hemtou Iwaan Thaaba
- Noorwegen (Birkebeiner) - Haakon II opgevolgd door zijn halfbroer Sigurd Markusfostre
- bisdom Straatsburg - Burchard I opgevolgd door Rudolf

## Geboren
- Diederik, markgraaf van Meißen (1195-1221)
- Eleonora van Engeland, echtgenote van Alfons VIII van Castilië
- Fujiwara no Teika, Japans staatsman en dichter
- Knoet VI, koning van Denemarken (1182-1202) (jaartal bij benadering)
- Leszek, hertog van Mazovië en Koejavië (jaartal bij benadering)
- Temüjin (Dzjengis Khan), khan der Mongolen (1206-1227) (jaartal bij benadering)

## Overleden
- 10 februari - Boudewijn III (~31), koning van Jeruzalem (1143-1162)(vergiftigd?)
- 7 juli - Haakon II (~15), koning van Noorwegen (1157-1162)
- 8 augustus - Ramon Berenguer IV (~49), graaf van Barcelona (1131-1162)
- Albert I, graaf van Chiny
- Auger de Balben, grootmeester van de Hospitaalridders
- Géza II (~31), koning van Hongarije (1141-1162)
- Odo II (~44), hertog van Bourgondië (1143-1162)